# Aeroportul Regional Arnold Palmer
Aeroportul Regional Arnold Palmer (IATA: LBE, ICAO: KLBE, FAA LID: LBE) este un aeroport din Pennsylvania, Statele Unite ale Americii ce deservește zona Latrobe⁠(d). Aeroportul a fost tranzitat în 2019 de 316.506 pasageri.
Situat la o altitudine de 365 m, aeroportul dispune de 1 pistă.

## Infrastructură

### Piste
Aeroportul dispune de o singură pistă. Pista 05/23 are suprafața de asfalt și dimensiunile 8.222 picioare × 100 picioare. 